# بايبورو
بايبورو (بالإنجليزية: Bayboro)‏ هي مدينة أمريكية ومركز مقاطعة بامليكو في ولاية كارولاينا الشمالية في الولايات المتحدة الأمريكية.

## التركيبة السكانية
حدّد مكتب تعداد الولايات المتحدة بيانات التركيبة السكانية لبايبورو في تعداد الولايات المتحدة. في ما يلي، التركيبة السكانية حسب تعدادي 2000 و2010.

### تعداد عام 2000
بلغ عدد سكان بايبورو 741 نسمة بحسب تعداد عام 2000، وبلغ عدد الأسر 301 أسرة وعدد العائلات 199 عائلة مقيمة في البلدة. في حين سجلت الكثافة السكانية 154.1 نسمة لكل كيلومتر مربع (399.1/ميل2). وبلغ عدد الوحدات السكنية 340 وحدة بمتوسط كثافة قدره 70.7 لكل كيلومتر مربع (183.1/ميل2).
وتوزع التركيب العرقي للبلدة بنسبة 46.69% من البيض و51.15% من الأمريكيين الأفارقة و0.40% من الأمريكيين الأصليين و0.40% من الأمريكيين ذوي الأصول الآسيوية و0.94% من الأعراق الأخرى و0.40% من عرقين مختلطين أو أكثر و1.48% من الهسبانيون أو اللاتينيون من أي عرق.
بلغ عدد الأسر 301 أسرة كانت نسبة 33.6% منها لديها أطفال تحت سن الثامنة عشر تعيش معهم، وبلغت نسبة الأزواج القاطنين مع بعضهم البعض 38.5% من أصل المجموع الكلي للأسر، ونسبة 24.3% من الأسر كان لديها معيلات من الإناث دون وجود شريك،  بينما كانت نسبة 3.3% من الأسر لديها معيلون من الذكور دون وجود شريكة وكانت نسبة 33.9% من غير العائلات. تألفت نسبة 31.6% من أصل جميع الأسر من عدة أفراد يعيشون في نفس المنزل ونسبة 14.3% كانت تتألف من شخص يعيش بمفرده يبلغ من العمر 65 عاماً أو أكثر. وبلغ متوسط حجم الأسرة المعيشية 2.36، أما متوسط حجم العائلات فبلغ 2.97.
بلغ العمر الوسطي للسكان 41.0 عاماً. وكانت نسبة 24.8% من القاطنين تحت سن الثامنة عشر، وكانت نسبة 6.1% بين الثامنة عشر والرابعة والعشرين عاماً، ونسبة 23.5% كانت واقعةً في الفئة العمرية ما بين الخامسة والعشرين والرابعة والأربعين عاماً، ونسبة 22.5% كانت ما بين الخامسة والأربعين والرابعة والستين، ونسبة 19% كانت ضمن فئة الخامسة والستين عاماً فما فوق. يوجد لكل 100 أنثى 88.1 ذكر، ويوجد لكل 100 أنثى في الثامنة عشر من عمرها فما فوق 79.3 ذكر.
بلغ متوسط دخل الأسرة في البلدة 26,563 دولارًا، أما متوسط دخل العائلة فبلغ 35,769 دولارًا. وكان متوسط دخل الذكور 23,750 دولارًا مقابل 19,196 دولارًا للإناث. وسجل دخل الفرد الخاص بالبلدة 13,709 دولارًا. وكانت نسبة 22.3% من العائلات ونسبة 28.5% من السكان تحت خط الفقر، وكان من هؤلاء نسبة 48.3% تحت سن الثامنة عشر ونسبة 17.9% في الخامسة والستين من العمر وما فوق.

### تعداد عام 2010
بلغ عدد سكان بايبورو 1,263 نسمة بحسب تعداد عام 2010، وبلغ عدد الأسر 303 أسرة وعدد العائلات 172 عائلة مقيمة في البلدة. في حين سجلت الكثافة السكانية 262.6 نسمة لكل كيلومتر مربع (680.1/ميل2). وبلغ عدد الوحدات السكنية 371 وحدة بمتوسط كثافة قدره 77.1 لكل كيلومتر مربع (199.7/ميل2).
وتوزع التركيب العرقي للبلدة بنسبة 42.20% من البيض و54.55% من الأمريكيين الأفارقة و1.27% من الأمريكيين الأصليين و0.48% من الأمريكيين ذوي الأصول الآسيوية و0.32% من الأعراق الأخرى و1.19% من عرقين مختلطين أو أكثر و3.17% من الهسبانيون أو اللاتينيون من أي عرق.
بلغ عدد الأسر 303 أسرة كانت نسبة 25.4% منها لديها أطفال تحت سن الثامنة عشر تعيش معهم، وبلغت نسبة الأزواج القاطنين مع بعضهم البعض 34.7% من أصل المجموع الكلي للأسر، ونسبة 18.5% من الأسر كان لديها معيلات من الإناث دون وجود شريك،  بينما كانت نسبة 3.6% من الأسر لديها معيلون من الذكور دون وجود شريكة وكانت نسبة 43.2% من غير العائلات. تألفت نسبة 39.6% من أصل جميع الأسر من عدة أفراد يعيشون في نفس المنزل ونسبة 17.2% كانت تتألف من شخص يعيش بمفرده يبلغ من العمر 65 عاماً أو أكثر. وبلغ متوسط حجم الأسرة المعيشية 2.13، أما متوسط حجم العائلات فبلغ 2.82.
بلغ العمر الوسطي للسكان 38.9 عاماً. وكانت نسبة 10.2% من القاطنين تحت سن الثامنة عشر، وكانت نسبة 10% بين الثامنة عشر والرابعة والعشرين عاماً، ونسبة 40.8% كانت واقعةً في الفئة العمرية ما بين الخامسة والعشرين والرابعة والأربعين عاماً، ونسبة 27.8% كانت ما بين الخامسة والأربعين والرابعة والستين، ونسبة 11.2% كانت ضمن فئة الخامسة والستين عاماً فما فوق. وتوزع التركيب الجنسي للسكان بنسبة 73.4% ذكور و26.6% إناث.